# UN/LOCODE
UN/LOCODE, ovvero United Nations Code for Trade and Transport Locations (lett. "Codice delle Nazioni Unite per i siti di commercio e trasporto"), è un codice geografico sviluppato dalla Commissione Economica per l'Europa, un'unità delle Nazioni Unite. L'UN/LOCODE assegna i codici ai siti usati per il commercio e il trasporto come porti, stazioni ferroviarie, aeroporti, uffici postali e posti di dogana. La prima edizione nel 1981 conteneva codici per circa 8000 siti, mentre quella del 2011 conteneva codici per circa 82000 siti.

## Struttura
Gli UN/LOCODE hanno cinque caratteri. I primi due caratteri sono lettere che codificano una nazione secondo le indicazioni ISO 3166-1 alpha-2. I tre caratteri rimanenti codificano il sito all'interno di quella nazione. Le lettere sono preferite, ma se necessario possono essere usate cifre tra il 2 e il 9, escludendo 0 e 1 per evitare la confusione tra "O" e "0" e tra "I" e "1".
Per ogni nazione ci possono essere un massimo di 26*26*26 = 17576 voci, usando solo le lettere, o 34*34*34 = 39304 voci, usando lettere e cifre.